# Chesias cotangens
Chesias cotangens là một loài bướm đêm trong họ Geometridae.